# Habropogon deserticola
Habropogon deserticola là một loài ruồi trong họ Asilidae. Habropogon deserticola được Lehr miêu tả năm 1960. Loài này phân bố ở vùng Cổ Bắc giới.